# Ricardo Salinas Pliego

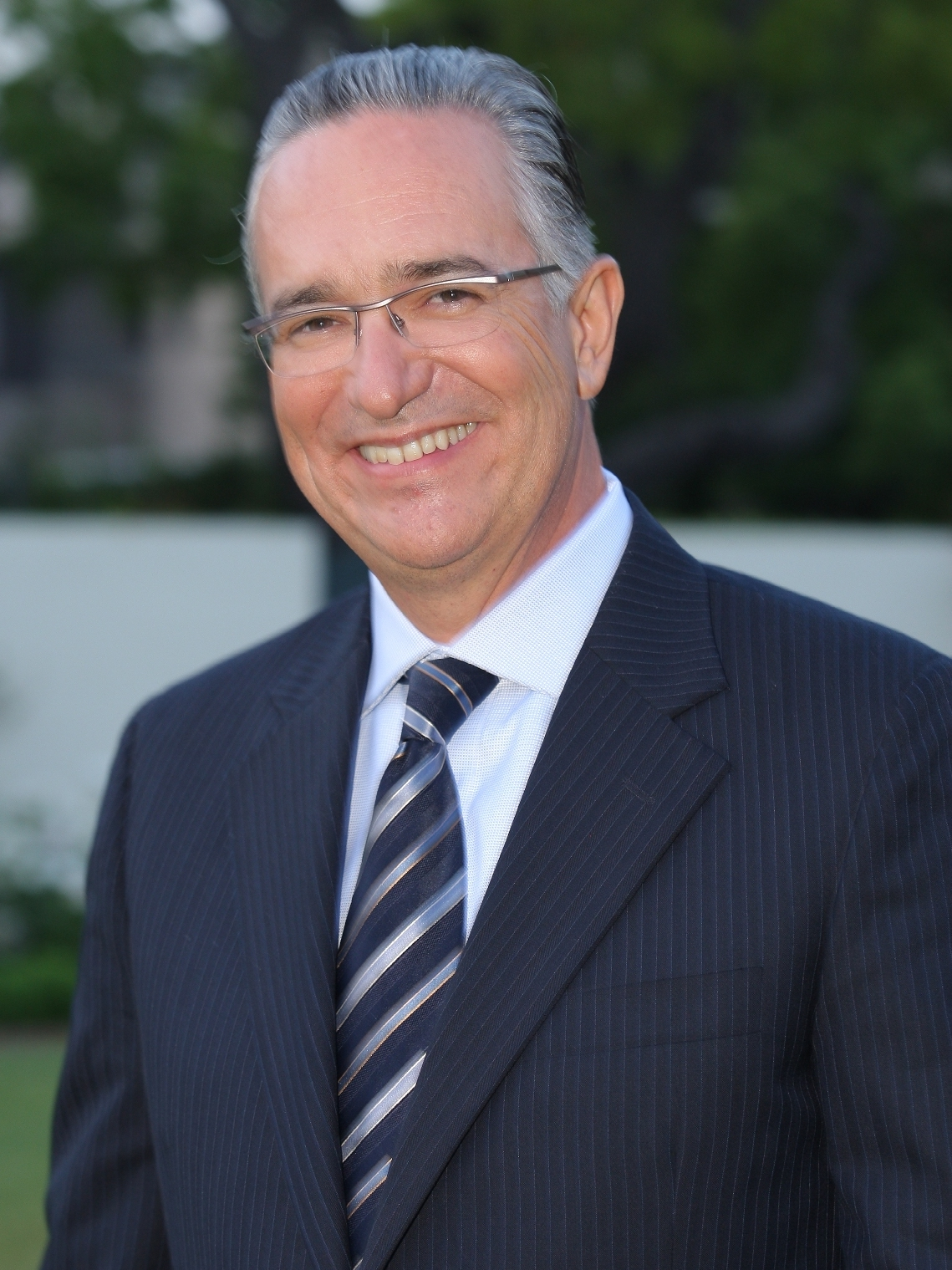

Ricardo Salinas Pliego (Mexico-Stad, 1956) is een Mexicaans zakenman.
Salinas Pliego studeerde boekhouden aan het Instituut voor Technologie en Hogere Studies van Monterrey (ITESM) en bedrijfsadministratie aan de Tulane University. Salinas is voorzitter en CEO van Grupo Salinas en Grupo Elektra, twee holdings gespecialiseerd in telecommunicatie en detailhandel, verantwoordelijk voor onder andere TV Azteca, Elektra, Iusacell, Unefon en Banco Azteca.